# アメリカン・スプレンダー (コミック)
『アメリカン・スプレンダー』（英: American Splendor （アメリカの輝き））とは、ハービー・ピーカーが原作を書き、様々なアーティストが作画を担当した自伝的なコミックブックシリーズである。1976年に発刊されてから、発行周期を変えながら2008年9月まで刊行が続けられた。当初は自費出版であったが、後にダークホースコミックスとDCコミックスから発行された。
同題で映画化されたほか、複数の演劇作品の原作ともなった。

## 出版の経緯
米国のコミックブックは伝統的にファンタジー・アドベンチャーのようなジャンル・フィクションで占められてきたが、ピーカーはコミックというメディアでより広い表現が可能だと感じていた。
ピーカーが好んで発言する決め文句にもコミックの可能性についての信条が現れている。「コミックは言葉と絵だ。言葉と絵があれば何でもできるだろう？」
1972年にクラムの訪問を受けたピーカーがストーリーのアイディアを見せたところ、クラムはそれらの作画を引き受け、ほかのアーティストにも誘いをかけようと申し出た。1975年には、ピーカーはコミックブックの製作と自己出版を行う意思を固めていた。

## テーマ
『アメリカン・スプレンダー』のストーリーはオハイオ州クリーブランドに住むピーカーの日常を題材としている。退役軍人局病院の書類整理係としての仕事や、そこでの同僚や患者との関係などである。また、友人や三人目の妻ジョイス・ブラブナー、養女ダニエルとの関係を描くストーリーもある。車のトラブル、金銭トラブル、健康問題のような日常的な題材や、より一般的な悩み事や不安も扱われる。政治的・心理的な問題に対する作者の考えを開陳する「フォーラム」として書かれることもある。
いくつかの号（#14、#13、#18）では、NBCのテレビ番組『レイト・ナイト・ウィズ・デイヴィッド・レターマン』の常連ゲストとなった経験が描写されている。物議をかもした1987年の放映回もその中に含まれている。その回でピーカーはレターマンに対し、NBCの親会社ゼネラル・エレクトリック社への批判を避けていることを非難した。
『アメリカン・スプレンダー』は時おりピーカーの日常を離れて、ジャズミュージシャン（#23）や、彼の原作に絵をつけるアーティストについてのストーリー（#25）を伝えている。また、全3号のミニシリーズ『アメリカン・スプレンダー: アンサング・ヒーロー』（#29〜31）では、ピーカーの同僚でアフリカ系のロバート・マクニールがベトナム戦争で体験したことがつづられた。
小野耕世によるインタビューの中で、ピーカーは本作の表現について読者の自己同一化を誘う狙いがあると述べ、「ほかの作家が、あまりにささいすぎて書かないようなことを書きたい。日常生活の細部は、コミックスのなかだけではなく、ほかの芸術分野でも無視されている。私の作品は正確で、登場人物たちは、実際にしゃべるようにしゃべる」と語った。

## 作画
ピーカー自身はアーティストではなく、自伝映画のセリフによると「まっすぐに線を引くこと」もできないため、コミックシリーズを発刊するにあたって友人でアンダーグラウンド・コミック作家のロバート・クラムに助力を求めた。ほかの『アメリカン・スプレンダー』の作画者としては以下の名が挙げられる。
- アリソン・ベクデル（英語版）
- ブライアン・ブラム（英語版）
- チェスター・ブラウン（英語版）
- アラン・ムーア
- デヴィッド・コリアー（英語版）
- ゲイリー・ダム（英語版）
- フランク・スタック（英語版）
- ドリュー・フリードマン（英語版）
- ディーン・ハスピール（英語版）
- ヴァル・メヤリック（英語版）
- ジョシュ・ニューフェルド（英語版）
- スペイン・ロドリゲス（英語版）
- ジョー・サッコ
- ゲリー・シャムレイ（英語版）
- ジム・ウッドリング（英語版）
- ジョー・ザベル（英語版）
- エド・ピスカー（英語版）
- グレッグ・バジェット（英語版）

後の号では、次のような下の世代のアーティストが起用されるようになった。
- タイ・テンプルトン（英語版）
- リチャード・コーベン（英語版）
- ハント・エマーソン（英語版）
- エディ・キャンベル（英語版）
- ギルバート・ヘルナンデス（英語版）
- ホー・チェ・アンダーソン（英語版）
- リック・ギアリー（英語版）

## 出版の歴史
ピーカーは1976年から1993年までの間に本作のコミックブックを17号発行したが、最後の数号を除き自ら出版と取次を行っていた。当時のコミック出版の慣習に反してバックナンバーの印刷と販売を継続したため、旧作からも収益を得続けることができた。とはいえ、『コミックス・ジャーナル』誌のインタビューによると、初期の号の出版は年間数千ドルの赤字を出していたという。1994年からダークホースコミックスによる刊行が始まったが、これらには号数が表示されなかった。ダークホース期の作品には、全3号の「アンサング・ヒーロー」のほか、全2号の「ウィンドフォール」や、1冊ごとにテーマに沿って描かれた「トランスアトランティック・コミックス」「オン・ザ・ジョブ」などがある。ダークホースからの刊行が終了した4年後の2006年9月、DCコミックスのインプリントであるヴァーティゴから全4号のミニシリーズが発行された。2008年に同じく全4号のミニシリーズが再び発行された。
| 号数                                               | 発行年     | ページ数 （表紙含む） | 発行者                                             |
| -------------------------------------------------- | ---------- | --------------------- | -------------------------------------------------- |
| 1                                                  | 1976年     | 52                    | ハービー・ピーカー（自費出版）                     |
| 2                                                  | 1977年     | 60                    | ハービー・ピーカー（自費出版）                     |
| 3                                                  | 1978年     | 56                    | ハービー・ピーカー（自費出版）                     |
| 4                                                  | 1979年     | 60                    | ハービー・ピーカー（自費出版）                     |
| 5                                                  | 1980年     | 60                    | ハービー・ピーカー（自費出版）                     |
| 6                                                  | 1981年     | 60                    | ハービー・ピーカー（自費出版）                     |
| 7                                                  | 1982年     | 60                    | ハービー・ピーカー（自費出版）                     |
| 8                                                  | 1983年     | 60                    | ハービー・ピーカー（自費出版）                     |
| 9                                                  | 1984年     | 60                    | ハービー・ピーカー（自費出版）                     |
| 10                                                 | 1985年     | 60                    | ハービー・ピーカー（自費出版）                     |
| 11                                                 | 1986年     | 60                    | ハービー・ピーカー（自費出版）                     |
| 12                                                 | 1987年     | 60                    | ハービー・ピーカー（自費出版）                     |
| 13                                                 | 1988年     | 60                    | ハービー・ピーカー（自費出版）                     |
| 14                                                 | 1989年     | 60                    | ハービー・ピーカー（自費出版）                     |
| 15                                                 | 1990年     | 60                    | ハービー・ピーカー（自費出版）                     |
| 16                                                 | 1991年11月 | 60                    | ハービー・ピーカーとツンドラ・パブリッシングの共同 |
| 17                                                 | 1993年     | 60                    | ダークホースコミックス                             |
| (18) A Step Out of the Nest                        | 1994年8月  | 36                    | ダークホースコミックス                             |
| (19) Windfall 1                                    | 1995年9月  | 44                    | ダークホースコミックス                             |
| (20) Windfall 2                                    | 1995年10月 | 44                    | ダークホースコミックス                             |
| (21) Comic-Con Comics                              | 1996年8月  | 28                    | ダークホースコミックス                             |
| (22) On the Job                                    | 1997年5月  | 28                    | ダークホースコミックス                             |
| (23) Music Comics                                  | 1997年11月 | 28                    | ダークホースコミックス                             |
| (24) Odds and Ends                                 | 1997年12月 | 28                    | ダークホースコミックス                             |
| (25) Transatlantic Comics                          | 1998年     | 28                    | ダークホースコミックス                             |
| (26) Terminal                                      | 1999年9月  | 28                    | ダークホースコミックス                             |
| (27) Bedtime Stories                               | 2000年6月  | 28                    | ダークホースコミックス                             |
| (28) Portrait of the Author in his Declining Years | 2001年4月  | 28                    | ダークホースコミックス                             |
| (29) Unsung Hero 1                                 | 2002年8月  | 28                    | ダークホースコミックス                             |
| (30) Unsung Hero 2                                 | 2002年9月  | 28                    | ダークホースコミックス                             |
| (31) Unsung Hero 3                                 | 2002年10月 | 28                    | ダークホースコミックス                             |
| (32) 1                                             | 2006年11月 | 36                    | ヴァーティゴ                                       |
| (33) 2                                             | 2006年12月 | 36                    | ヴァーティゴ                                       |
| (34) 3                                             | 2007年1月  | 36                    | ヴァーティゴ                                       |
| (35) 4                                             | 2007年2月  | 36                    | ヴァーティゴ                                       |
| (36) Vol 2 1                                       | 2008年6月  | 36                    | ヴァーティゴ                                       |
| (37) Vol 2 2                                       | 2008年7月  | 36                    | ヴァーティゴ                                       |
| (38) Vol 2 3                                       | 2008年8月  | 36                    | ヴァーティゴ                                       |
| (39) Vol 2 4                                       | 2008年9月  | 36                    | ヴァーティゴ                                       |

## 合本
『アメリカン・スプレンダー』作品の多くは様々な出版社から出版されたトレード・ペーパーバックに収録されている。重複した収録は少ない。
- American Splendor: The Life and Times of Harvey Pekar (Doubleday, 1986) ISBN 0-345-46830-9

- More American Splendor (Doubleday, 1987) ISBN 0-385-24073-2

- The New American Splendor Anthology (Four Walls Eight Windows, 1991) ISBN 0-941423-64-6

- American Splendor Presents: Bob & Harv's Comics, with R. Crumb (Four Walls Eight Windows, 1996) ISBN 1-56858-101-7

- American Splendor: Unsung Hero, with David Collier (Dark Horse, 2003) ISBN 1-59307-040-3

- Best of American Splendor (Ballantine Books, 2005) ISBN 0-345-47938-6

- American Splendor: Another Day (DC/Vertigo, 2007) ISBN 978-1-4012-1235-3

- American Splendor: Another Dollar (DC/Vertigo, 2009)

### 邦訳版
映画版の日本公開直後に『American Splendor: The Life and Times of Harvey Pekar』の邦訳版が出版された。オリジナル表紙は日本でも知名度のあるロバート・クラムのイラストを前面に出したものだった。
- 『アメリカン・スプレンダー』、明浦綾子ほか（訳）、ロバート・クラム（序文）、ブルース・インターアクションズ（2004年）。ISBN 4-86020-099-3

## グラフィックノベル
『アメリカン・スプレンダー』と題した長編書き下ろしは2作ある。「アワー・ムービー・イヤー」（バランタインブックス、2004年）は映画『アメリカン・スプレンダー』と公開当時の体験について描いたものである。「エゴ＆ハブリス: ザ・マイケル・マリス・ストーリー」（バランタイン、2006年）は作家マイケル・マリスの若き日を描いた伝記である。
そのほか、公式には『アメリカン・スプレンダー』とは銘打たれていないグラフィックノベル作品2編もシリーズの一部とみなすことができる。『アワー・キャンサー・イヤー』（フォーウォールズエイトウィンドウズ、1994年）はピーカーと妻ジョイス・ブラブナーとの共著で、作画はフランク・スタックが担当した。同作はピーカーがガンの診断を受けた前後の1年間の経験を扱っている。『ザ・クイッター』（DCコミック、2005年）はディーン・ハスピールを作画に迎えてピーカーの青年時代を描いている。
- Our Cancer Year, with Joyce Brabner and Frank Stack (Four Walls Eight Windows, 1994) ISBN 1-56858-011-8

- American Splendor: Our Movie Year (Ballantine Books, 2004) ISBN 0-345-47937-8

- The Quitter, with Dean Haspiel (DC/Vertigo, 2005) ISBN 1-4012-0399-X

- Ego & Hubris: The Michael Malice Story, with Gary Dumm (Ballantine Books, 2006) ISBN 0-345-47939-4

## メディア展開

### 映画
2003年に公開された映画『アメリカン・スプレンダー』ではポール・ジアマッティ がピーカーを主演し、ホープ・デイヴィスが妻ブラブナーを演じた（ピーカー夫妻も出演している）。脚本・監督はドキュメンタリー作家のシャリ・スプリンガー・バーマンとロバート・プルチーニが務めた。全編の撮影がオハイオ州のクリーブランドとレイクウッドでのロケーション撮影によっている。同作は高い評価を受け、サンダンス映画祭の審査員大賞や全米脚本家組合賞の脚色賞大賞を受賞した。2003年のアカデミー脚色賞にもノミネートされたが、『ロード・オブ・ザ・リング/王の帰還』に敗れた。

### 舞台公演
本作は長年にわたって舞台化が行われてきた。最初の舞台化公演は1985年のことで、ペンシルベニア州ランカスターにおいてThe Independent Eyeによって行われた。脚色と監督はコンラッド・ビショップである。次に、1987年にワシントンDCのアリーナステージにおいて、ロイド・ローズの脚色、ジェームズ・C・ニコラの監督によって公演が行われた。さらに、映画『アメリカン・スプレンダー』の脚色に基づいた演劇作品が製作され、1990年9月から1991年9月までカリフォルニア州ロサンゼルスのハリウッド・シアターで公演が行われた。ヴィンス・ウォルドロンが監督を務め、ダン・カステラネタが主役のハービーを演じた。